# Aïssa Mandi
Aïssa Mandi (Châlons-en-Champagne, 22 de outubro de 1991) é um futebolista profissional argelino nascido na França que atua como defensor. Atualmente, defende o Lille.

## Carreira
Aïssa Mandi representou o elenco da Seleção Argelina de Futebol no Campeonato Africano das Nações de 2015 e 2017.